# Cal Gaspà
Cal Gaspà és una obra del municipi de Rubí (Vallès Occidental) protegida com a bé cultural d'interès local.

## Descripció
Conjunt de tres naus de dues plantes paral·leles, la més petita al centre. Les naus estan unides transversalment en la seva planta superior mitjançant un pont cobert. Destaca la composició gairebé monumental i molt pròpia de l'arquitectura franquista i que la façana, estilísticament molt coherent, expressa amb claredat. A la façana es pot apreciar un basament arrebossat amb franges refoses i grans finestres allargades, coronat amb panys de totxo ceràmic manual. A la porta d'entrada, situada estratègicament a la cantonada nord, hi ha una torre més alta resolta amb maó vist i una gran vidriera allargada. Estilísticament no arriba a ser "moderna" -en el sentit racionalista- i recorda altres edificis amb una certa vocació representativa i "monumentalista" dels anys quaranta, que segueixen models normalment alemanys o americans i que tenen molta difusió a les ciutats industrials dels països emergents. Un bon exemple de referència és la fàbrica de la Gallina Blanca a Sant Joan Despí o a l'AEG de Rubí.

## Història
L'empresa Gaspà i Parramon tenia llogada una nau al Vapor Vell. El 1945 es va construir aquesta fàbrica on s'hi instal·là. La nau més propera a les Torres era dedicada a la filatura i la més allunyada, als teixits. A inicis de la dècada de 1970 adquirí la fàbrica la fundació J. Espona la qual suprimí els telers i dedicà la fàbrica íntegrament a filatures la qual funcionà fins a finals de la dècada de 1980. Després va ser adquirida per l'INCASOL, que en va enderrocar la major part per construir habitatges.